# 鮑爾恩邁斯山
47°44′12″N 16°17′53″E / 47.73667°N 16.29806°E
鮑爾恩邁斯山（德語：Bauernmaiß），是奧地利的山峰，位於該國東部，由布爾根蘭州負責管轄，屬於羅薩利亞山的一部分，距離克里里格爾山1.7公里，海拔高度630米。